# Músculo cigomático mayor
El músculo cigomático mayor es un músculo de la cara, situado en la mejilla.
Es oblicuo, pequeño y en forma de rectángulo. Se origina en el proceso temporal del hueso cigomático o malar, y se inserta en la porción lateral del músculo orbicular de los labios. Lo inerva el nervio facial
Su acción es  de elevador y abductor de la comisura labial.